# Carnage (seriefigur)
Carnage, vars riktiga namn är Cletus Kasady, är en fiktiv superskurk skapad av Marvel. Brukar tampas med Spider-Man.
Kasady är en sinnessjuk seriemördare, och när symbioten - som förvandlade Eddie Brock till den otrevliga Venom - delade sig och gick samman med Kasady, fick denne skrämmande krafter.

## Historia
Cletus Kasady, mannen som besitter symbioten Carnage, var ett speciellt barn redan vid mycket ung ålder. Under historien Maximum Carnage från Spider-Man, berättar Carnage om hur han som liten knuffade sin barnvaktade mormor ner för en trappa så att hon bröt nacken, detta av rent nöje. Därefter får han för sig att hans mamma har demoner i sitt huvud, som han vill släppa ut och leka med. Detta försöker han göra med hjälp av en borrmaskin, men mamman sliter sig loss och flyr. En tid senare blir hon galen, efter att ha funnit unge Cletus i full färd med att tortera grannens hund i källaren. Hon har då tröttnat på sin sjuke sons eviga försök att döda henne och andra individer i sin närhet. Hon tar en köksniv och försöker med den sticka ihjäl Cletus. Cletus far kommer emellertid hem mitt i detta kaos, helt ovetande om Cletus personlighetsstörningar. Han blir helt ifrån sig och slår ihjäl mamman med en hammare, i tron att han räddar sin son. Därefter ringer han polisen och förklarar vad som hänt. I rättssalen säger Cletus dock att fadern mördat modern helt oprovocerat och framställer pappan som mycket farlig och pappan döms till döden. Han släpas skrikande ur rättssalen, vänd åt sin son i förtvivlan. Cletus inser att den kick som han fick av att indirekt döda sin far var den bästa och kanske rentav den enda känsla han någonsin känt.
Den nu föräldralöse Cletus skickas till barnhemmet St. Estes där hans antisociala beteende gör att han blir föremål för mobbning. Cletus finner sin egen lösning det på det hela, han mördar föreståndaren och bränner ner barnhemmet samma natt, när alla barnen sover. Under sin vistelse på St. Este knuffar han även en flicka framför en buss, så att hon omkommer. Detta för att hon vägrade att gå ut på en dejt med Cletus.
I serien Mind bombs berättar Cletus/Carnage om hur han ser världen som en lögn. Att han är kvinnan som försöker döda sin man, Jeffrey Dahmer som ser på småpojkar, att han är mannen som skjuter JFK. Han älskar att döda och han är ondskan personifierad och han är här för att rädda världen genom att befria alla genom att döda dem.
Kasady var en seriemördare som satt i fängelset för livstid. Fången i cellen bredvid var Eddie Brock som väntade på att Venom skulle återhämta sig efter en konfrontation med Spider-man. När den till slut kom tillbaka slog den ett hål igenom väggen och Eddie Brock flydde. Vad han inte visste var att symbioten skulle reproducera sig och när de hoppade ut ur cellen födde han en annan symbiot. Den slog ihop sig med Kasady som frivilligt ville ta emot den och de kallade sig för Carnage. Carnage blir en av Spider-Mans farligaste fiender och symbioten Carnage har samma slags styrka och snabbhet som Venom.
I serien Maximum Carnage ser man hur Carnage med hjälp av Shriek, Doppelganger, Demogoblin och Carrion ger sig ut på ett mördartåg i New York. Spider-Man med hjälp av Black Cat, Captain America, Deathlok, Firestar, Iron Fist, Morbius, och Venom ger sig ut för att stoppa dem. Till slut lyckas de och alla överlever.

## Krafter
Carnage har både Venoms och Spider-Mans krafter. Carnage är dessutom stark och kan lyfta ungefär 10 ton.
Carnage kan förvandla sina kroppsdelar till nästan vad som helst, han kan t.ex. förvandla sin hand till ett svärd.